# Ministerie van Planning en Ontwikkelingssamenwerking
Het Ministerie van Planning en Ontwikkelingssamenwerking (PLOS) (1991-2010) is een voormalig ministerie in Suriname.

## Achtergrond en geschiedenis
Het bestond uit het directoraat Ontwikkelingssamenwerking (ODOS) en het directoraat Project Evaluatie en Monitoring (ODPEM). Het ministerie was belast met de coördinatie en de formulering van de ontwikkelingsbeleidsdoelen van Suriname, het beleid voor de (internationale) ontwikkelingssamenwerking, de administratie, monitoring en evaluatie van plannen, programma's, projecten en maatregelen alsook het beheer over de beschikbare middelen gekoppeld aan de realisatie van het voorgaande. Twee zelfstandige stichtingen die als werkarmen onder PLOS fungeerden waren de Stichting Algemeen Bureau voor de Statistiek (ABS) en Stichting Planbureau Suriname (SPS).
In 2000 werd Stanley Raghoebarsing aangesteld tot minister van PLOS binnen het kabinet van Ronald Venetiaan namens de Vooruitstrevende Hervormings Partij (VHP). Na de verkiezingen van 2005, kwam Venetiaan terug als president en werd Rick van Ravenswaay als minister van Planning en Ontwikkelingssamenwerking aangesteld uit de politieke partij DA'91. Bij het aantreden van de regering Bouterse-Ameerali werd het Ministerie PLOS opgeheven, waarbij een groot deel van de werkzaamheden onafgebroken voortgang vond onder de leiding van voormalig directeur PLOS, Iris Sandel, maar wel onder een nieuw directoraat Ontwikkelingsfinanciering ondergebracht bij het Ministerie van Financiën, terwijl een deel (samenwerking met de UNDP, UNICEF en UNFPA, India, China, Indonesië en Barbados) ondergebracht werd bij het ministerie van Buitenlandse Zaken.

## Ministers
| Kabinet        | Periode   | Minister                 |
| -------------- | --------- | ------------------------ |
| Venetiaan I    | 1991-1993 | Eddy Sedoc               |
| Venetiaan I    | 1993-1996 | Ronald Assen             |
| Wijdenbosch II | 1996-1997 | Ernie Brunings           |
| Wijdenbosch II | 1997-1999 | Waldi Nain               |
| Wijdenbosch II | 1999-2000 | Dick de Bie (waarnemend) |
| Venetiaan II   | 2000-2005 | Stanley Raghoebarsing    |
| Venetiaan III  | 2005-2010 | Rick van Ravenswaay      |

## Onderdirectoraat Ontwikkelingssamenwerking (ODOS)
Binnen de Ontwikkelingssamenwerking was PLOS belast met de coördinatie en begeleiding van de samenwerking met:
- de VN-organisaties (UNDP, UNFPA, UNICEF)
- de Europese Unie
- de Organisatie van Amerikaanse Staten (OAS)
- Nederland (Verdragsmiddelen en de steden Rotterdam en Den Haag)
- België (VVOB: Vlaamse Vereniging voor Ontwikkelingssamenwerking en Technische Bijstand)
- Frankrijk (AFD en PO-Amazonie)
- de Nederlandse Antillen
- Canada

Verder vervulde PLOS een actieve rol binnen de ACS (African, Caribbean and Pacific Group) en het Cariforum (Caribbean Forum). Samen met het ministerie van Buitenlandse Zaken onderhield het de coördinatie en samenwerking met India en participeerde in een aantal samenwerkingscommissies w.o. India, Indonesië, China en Barbados.

## Onderdirectoraat Project Evaluatie en Monitoring (ODPEM)
Het directoraat ODPEM voerde de coördinatie, administratie, monitoring en evaluatie uit van de verschillende projecten, programma's en maatregelen die o.a. voortvloeiden uit de samenwerking met de internationale partners. De monitoring vond plaats in samenwerking met het vakministerie die mede belast was met de uitvoering. Enkele projecten onder ODPEM:
- Microkredieten-programma (samenwerking met Nederland; Microcredietenfonds uit Verdragsmiddelen) voor micro-ondernemers;
- Road to the Ferry (samenwerking met de EU)
- Rehabilitatie Nieuwe Haven Terminal (samenwerking met EU en Nederlandse Verdragsmiddelen)
- Capaciteitsversterking Suriname Conservation Foundation (samenwerking met VN)
- PLOS Kwaliteitsproject I, II en III (samenwerking met Nederland, Verdragsmiddelen)[3]
- Dijken project Coronie en Commewijne (Nationale Begroting)[4]
- Meerzorg-Albina Corridor Rehabilitatie Project (samenwerking met IDB, EU, AFD, OFID)[5]